# Ним, Рональд
Рональд Элвин Ним (англ. Ronald Elwin Neame; 23 апреля 1911, Лондон, Великобритания — 16 июня 2010, Лос-Анджелес, США) — английский кинорежиссёр, продюсер, сценарист. Командор ордена Британской империи (СВЕ). Создал более 40 полнометражных кинофильмов. Российской киноаудитории наиболее известен, как автор фильмов «Банковский билет в миллион фунтов стерлингов» (1954) и «Приключение „Посейдона“» (1972).

## Биография
Родился в семье фотографа Элвина Нима и актрисы Айви Клоуз. Учился в начальной школе в Хампстеде, пригороде Лондона, затем в колледже Западного Суссекса. После смерти отца в 1923 году был устроен посыльным в офис Англо-Персидской нефтяной компании, позже, благодаря связям матери в киноиндустрии, переведён в кинокомпанию Elstree Studios в Хартфордшире, Великобритания. В 1929 году восемнадцатилетний Рональд стал помощником оператора и принял участие в съёмках первого английского звукового фильма «Шантаж», постановкой которого руководил начинающий тогда режиссёр Альфред Хичкок.
В начале 40-х годов Рональд Ним работает уже как главный оператор в фильмах Major Barbara (1941), «В котором мы служим» (1942), «Этот счастливый народ» (1944), «Весёлое привидение» (1945). Его работа в фильме «Один из наших самолётов не вернулся» (1943) была номинирована на премию «Оскар» за лучшие визуальные эффекты. В этот период начинается плодотворное сотрудничество Нима с Дэвидом Лином (в последующем — первым председателем Британской киноакадемии) и Энтони Хейвлок-Алланом. Они выступают авторами сценария и продюсерами таких фильмов, как «Короткая встреча» (номинация на премию «Оскар» за лучший адаптированный сценарий в 1946 году), «Большие надежды» (номинация на премию «Оскар» за лучший адаптированный сценарий в 1947 году) и «Оливер Твист» (1948). В 1947 году Рональд Ним дебютирует в качестве режиссёра фильма Take My Life.
На протяжении 1950-х годов режиссёр тесно сотрудничает с актёром Алеком Гиннессом. Он снимает его в фильмах The Card (1952), The Horse’s Mouth (1958; русскоговорящей аудитории фильм известен под названием «Устами художника»), Tunes of Glory (1960). В 1953 году Рональд Ним ставит фильм «Банковский билет в миллион фунтов стерлингов» с Грегори Пеком в главной роли. Комедия по остроумному рассказу Марка Твена была даже приобретена для проката в СССР. В последующие несколько лет режиссёр практически ежегодно выпускает по одному фильму. Особо необходимо отметить I Could Go On Singing (1963), в котором свою последнюю роль сыграла Джуди Гарленд, и The Prime of Miss Jean Brodie (1969), роль в котором принесла первый «Оскар» для Мэгги Смит.
Определённой вершиной в творчестве Рональда Нима стал фильм-катастрофа «Приключение „Посейдона“» (1973), который принёс всем участникам съёмочной группы большое количество наград, а также более 42 миллионов долларов выручки в прокате при бюджете 5 млн долларов. В интервью 2003 года на сайте Британского института кино режиссёр называет «Приключение „Посейдона“» «своим любимым фильмом, так как тот позволил ему отправиться в комфортную и обеспеченную отставку». Однако и после этого Ним снимает ещё 6 полнометражных фильмов.
Рональд Ним женился в 1933 году на Берил Хенли. Супруги разошлись в 1971 году, развелись официально в 1992 году. В 1993 году Ним женится на бизнес-леди и телевизионном продюсере Донне Бернис Фридберг.
В 2003 году Рональд Ним публикует автобиографию под названием Straight from the Horse’s Mouth (дословно: «Прямо из уст лошади», что точно соответствует русскому устойчивому сочетанию «Из первых рук»). «Вашингтон Пост» приводит такую цитату Нима:
Когда меня спрашивают о секрете моего долголетия, я даю прямой ответ, что это — две рюмки водки за обедом и три порции виски вечером. Все мои доктора советовали: Ронни, если Вы будете пить меньше, то проживёте дольше. Все они умерли, а я всё ещё здесь, в свои 95.
В мае 2010 года в собственном доме в Лос-Анджелесе Рональд Ним сломал ногу. Организм 99-летнего патриарха кино не сумел оправиться от травмы. Ним скончался 16 июня 2010 года.

## Избранная фильмография
| Год  |   | Русское название                             | Оригинальное название          | Роль                                                      |
| ---- | - | -------------------------------------------- | ------------------------------ | --------------------------------------------------------- |
| 1941 | ф | Майор Барбара                                | Major Barbara                  | оператор                                                  |
| 1942 | ф | В котором мы служим                          | In Which We Serve              | оператор                                                  |
| 1942 | ф | Один из наших самолётов не вернулся          | One of Our Aircraft Is Missing | оператор, номинация на Оскар                              |
| 1944 | ф | Этот счастливый народ                        | This Happy Breed               | оператор, автор сценария                                  |
| 1945 | ф | Короткая встреча                             | Brief Encounter                | автор сценария, номинация на Оскар                        |
| 1945 | ф | Весёлое привидение                           | Blithe Spirit                  | автор сценария                                            |
| 1946 | ф | Большие надежды                              | Great Expectations             | автор сценария, номинация на Оскар                        |
| 1947 | ф | Возьми мою жизнь                             | Take My Life                   | режиссёр                                                  |
| 1948 | ф | Оливер Твист                                 | Oliver Twist                   | продюсер                                                  |
| 1950 | ф | Золотая Саламандра                           | Golden Salamander              | режиссёр                                                  |
| 1954 | ф | Банковский билет в миллион фунтов стерлингов | The Million Pound Note         | режиссёр                                                  |
| 1956 | ф | Человек, которого никогда не было            | The Man Who Never Was          | режиссёр, номинация на Золотую пальмовую ветвь в Каннах   |
| 1957 | ф | Седьмой грех                                 | The Seventh Sin                | режиссёр                                                  |
| 1958 | ф | Устами художника                             | The Horse's Mouth              | режиссёр, номинация на Золотого Льва в Венеции            |
| 1960 | ф | Мотивы славы                                 | Tunes of Glory                 | режиссёр, номинация BAFTA на лучший британский фильм года |
| 1962 | ф | Побег из Захрейна                            | Escape from Zahrain            | режиссёр                                                  |
| 1964 | ф | Меловой сад                                  | The Chalk Garden               | режиссёр                                                  |
| 1965 | ф | Мистер Моисей                                | Mister Moses                   | режиссёр                                                  |
| 1966 | ф | Мужчина, который мог быть убит               | A Man Could Get Killed         | режиссёр                                                  |
| 1966 | ф | Гамбит                                       | Gambit                         | режиссёр                                                  |
| 1968 | ф | Пруденс и Пилюля                             | Prudence and the Pill          | режиссёр                                                  |
| 1969 | ф | Расцвет мисс Джин Броди                      | The Prime of Miss Jean Brodie  | режиссёр, номинация на Золотую пальмовую ветвь в Каннах   |
| 1970 | ф | Скрудж                                       | Scrooge                        | режиссёр                                                  |
| 1972 | ф | Приключение «Посейдона»                      | The Poseidon Adventure         | режиссёр                                                  |
| 1974 | ф | Досье ОДЕССА                                 | The ODESSA File                | режиссёр                                                  |
| 1979 | ф | Метеор                                       | Meteor                         | режиссёр                                                  |
| 1980 | ф | Игра в классики                              | Hopscotch                      | режиссёр                                                  |
| 1981 | ф | Первый понедельник октября                   | First Monday in October        | режиссёр                                                  |
| 1986 | ф | Иностранец                                   | Foreign Body                   | режиссёр                                                  |

## Награды
Кроме номинаций, представленных в разделе Избранная фильмография, Рональд Ним был удостоен следующих наград.
- 1996 год — Орден Британской империи с присвоением класса Командор (CBE).
- 1996 год — присуждено звание почётного академика Британской акадении кино и телевидения.
- 2005 год — Премия «Британия» за вклад в развитие кинематографа на протяжении всей карьеры.